# Fay Kanin
Pour les articles homonymes, voir Kanin.
Fay Kanin, née le 9 mai 1917 à New York et morte le 27 mars 2013 à Santa Monica en Californie, est une scénariste et productrice américaine. Elle est notamment la présidente de l'Académie des arts et des sciences du cinéma, de 1979 à 1983, et l'épouse du scénariste américain Michael Kanin.

## Biographie
Née sous le nom de Fay Mitchell à New York au sein d'une famille de confession juive, elle est élevée à Elmira où elle remporte le concours d'épellation de la ville de New York à l'âge de douze ans. Elle est alors encouragée à écrire en publiant de petits articles pour la Elmira Star Gazette.
Elle déménage à Los Angeles en Californie dans la perspective de travailler comme scénariste pour le cinéma. Elle est engagée par l'éditeur Bob Sparks à RKO, qui la présente au producteur Al Lewis. Elle fait la rencontre de Michael Kanin, avec qui elle se marie. Le couple s'installe à Malibu où Fay et Michael travaillent pendant six mois sur l'adaptation Sunday Punch, qui sort en 1942. Ils coécrivent aussi une pièce intitulée, La Flamme du passé (Goodbye, My Fancy), qui est adaptée en film par Vincent Sherman en 1951, avec les acteurs Joan Crawford et Robert Young. Ils réitèrent l'expérience de l'écriture à deux pour la scénarisation des films My Pal Gus en 1952, Rhapsodie, mettant en scène l'actrice Elizabeth Taylor en 1954 et The Opposite Sex en 1956. Leur plus grand succès vient de leur collaboration sur le scénario de la comédie Le Chouchou du professeur en 1958, avec Clark Gable et Doris Day. Le couple se voit récompensé par l'obtention d'un oscar pour son travail de scénarisation.
Auparavant, durant la Seconde Guerre mondiale, Fay Kanin émet l'idée de promouvoir l'effort de guerre fourni par les femmes et propose la création d'une émission radiophonique A Woman's Angle, diffusée sur la chaîne NBC et pour laquelle elle écrit des scripts et joue un rôle de commentatrice.
À partir des années 1970, Fay Kanin entame une carrière en solo, avec Heat of Anger. D'abord déçue du manque d'audience, elle se rend néanmoins compte que celle-ci s'avère correcte et davantage au rendez-vous que si elle avait fait jouer cette œuvre au théâtre. Encouragée, elle scénarise cinq autres films pour la télévision. En 1979, elle est attachée à la production du film Mort au combat (Friendly Fire) de David Greene, dont elle écrit le scénario, adapté d'un livre de C. D. B. Bryan, publié en 1976. Le film remporte un Emmy Award.
La même année, Fay Kanin est élue présidente de l'Académie des arts et des sciences du cinéma, un titre qu'elle conserve de 1979 à 1983.
Fay Kanin meurt le 27 mars 2013 à Santa Monica, âgée de 95 ans.

## Filmographie comme scénariste
- 1942 : Sunday Punch
- 1942 : Blondie for Victory
- 1951 : Goodbye, My Fancy
- 1952 : My Pal Gus
- 1954 : Rapsodie
- 1956 : The Opposite Sex
- 1958 : Le Chouchou du professeur (Teacher's Pet)
- 1959 : Rashomon (adaptation)
- 1961 : The Right Approach
- 1961 : Rashomon (adaptation TV)
- 1962 : La Congiura dei dieci
- 1964 : L'Outrage (The Outrage) (adaptation)
- 1972 : Heat of Anger
- 1974 : Tell Me Where It Hurts
- 1975 : Racolage (Hustling)
- 1979 : Mort au combat (Friendly Fire)
- 1980 : Fun and Games
- 1984 : Heartsounds